# Jáma Jiří
Jáma Jiří (George Schacht) byl černouhelný hlubinný důl v Žacléři na Žacléřsku. Byla založena na přelomu 18. a 19. století v lokalitě Na Jiřím kopci severozápadně od Žacléře.

## Historie
Jáma byla pravděpodobně hloubena už od roku 1819 nebo i dříve, v roce 1848 je už uváděno, že je jáma Jiří v provozu a vybavena parním strojem. Jáma byla hloubena rodinou Gaberlovou. V roce 1860 byla prodána baronu Silbersteinovi. V polovině sedmdesátých let 19. století postihla uhelný průmysl odbytová krize, nejvíce těžaře barona Silbersteina. Jeho majetek byl v konkurzním řízení prodán. Jámu vlastnil nejdříve F. Stroussberg, později Žacléřský spolek, v roce 1881 odkoupil jámu Jiří Frankfurtský hypotéční a úvěrový spolek ve Frankfurtu nad Mohanem, v roce 1886 firma Erlanger a synové z Frankfurtu. V roce 1898 byl důl prodán Západočeskému báňskému akciovému spolku (ZBAS). Po ukončení druhé světové války byly doly ZBAS dány pod národní správu a od 1. ledna 1946 byly znárodněny a začleněny pod národní podnik Východočeské uhelné doly (VUD). V roce 1950 doly na Žacléřsku byly sloučeny a přejmenovány na Důl Jan Šverma. Těžba byla ukončena na Dole Jan Šverma v roce 1992.

## Jáma
Jáma obdélníkového profilu 3,8 x 2,0 m (světlý průřez 3,3 x 1,5 m) do hloubky 16 m byla vyzděna cihlovým zdivem, dále byla ve výdřevě. Na jámě Jiří byl instalován parní stroj. Od roku 1855 byla prohloubena až do hloubky 132 m. Důlní vody byly z jámy Jiří odváděny z horních pater k severovýchodu štolou, která měla ústí pod kopcem Jiří (kóta +608,50 m n. m.) a dědičnou štolou Josefi (+560 m n. m.) jižním směrem. Po prohloubení jámy Jiří byla ukončena těžba vrátkovou jámou Hugo. Jámou Jiří bylo těženo uhlí, kámen (hlušina) byly zakládány do vytěžených prostor nebo odtěženy dědičnou štolou Josefi.  Jáma Jiří ukončila činnost v roce 1992 a v roce 1994 byla zlikvidována zasypáním.

## Technická památka
Dne 8. února 1996 byla jáma Jiří s těžní budovou a těžní věží prohlášená kulturní památkou ČR. V roce 1994 jáma Jiří byla předána městu Žacléř a je součástí naučné trasy J. A. Komenského.